# Ramanujan-Summe
Als Ramanujan-Summe wird in der Zahlentheorie, einem Teilgebiet der Mathematik, eine bestimmte endliche Summe {\displaystyle c_{q}(n)}, deren Wert von der natürlichen Zahl {\displaystyle q} und der ganzen Zahl {\displaystyle n} abhängt, bezeichnet. Sie wird durch
{\displaystyle c_{q}(n)=\sum _{a=1 \atop (a,q)=1}^{q}e^{2\pi i{\frac {a}{q}}n}}
definiert. Die Schreibweise {\displaystyle (a,q)} steht für den größten gemeinsamen Teiler von {\displaystyle a} und {\displaystyle q}, die Summation erstreckt sich also über die Zahlen {\displaystyle a} mit {\displaystyle 1\leq a\leq q}, die zu {\displaystyle q} teilerfremd sind. Die einzelnen Summanden sind Potenzen einer festen komplexen Einheitswurzel.
S. Ramanujan führte diese Summen 1916 ein. Sie spielen eine wichtige Rolle bei der Kreismethode nach Hardy, Littlewood und Winogradow. → Siehe dazu auch Trigonometrisches Polynom.
Durch Ramanujan-Summen kann man interessante Darstellungen für zahlentheoretische Funktionen gewinnen, die eine analytische Fortsetzung dieser Funktionen erlauben.

## Schreibweisen
Für eine übersichtliche Darstellung wird in der Zahlentheorie abkürzend {\displaystyle e(x)=e^{2\pi ix}} geschrieben und die Funktion {\displaystyle e} wird als zahlentheoretische Exponentialfunktion bezeichnet.
Mit der zahlentheoretischen Exponentialfunktion lässt sich die Ramanujan-Summe {\displaystyle c_{q}(n)} als
{\displaystyle c_{q}(n)=\sum _{a=1 \atop (a,q)=1}^{q}e\left({\frac {a}{q}}\cdot n\right)} schreiben.
Für ganze Zahlen {\displaystyle a} und {\displaystyle b} schreibt man {\displaystyle a\mid b}, gelesen „a teilt b“, falls eine ganze Zahl {\displaystyle c} existiert, mit der {\displaystyle b=a\cdot c} gilt. Existiert keine solche Zahl, schreibt man {\displaystyle a\nmid b}, gelesen „a teilt b nicht“. Das Summationssymbol {\displaystyle \textstyle \sum _{d\,\mid \,m}f(d)} bedeutet, dass der Summationsindex {\displaystyle d} alle positiven Teiler von {\displaystyle m} durchläuft. Für eine Primzahlpotenz {\displaystyle p^{k},k\in \mathbb {N} \setminus \lbrace 0\rbrace } und eine ganze Zahl {\displaystyle b} schreibt man {\displaystyle p^{k}\parallel b} (gelesen „{\displaystyle p^{k}} teilt b genau“), falls {\displaystyle p^{k}\mid b,} aber {\displaystyle p^{k+1}\nmid b} – mit anderen Worten, falls {\displaystyle (p^{k+1},b)=p^{k}}.

## Elementare Eigenschaften
Hält man eine der Variablen {\displaystyle q} oder {\displaystyle n} in der Ramanujan-Summe {\displaystyle c_{q}(n)} fest, so erhält man eine zahlentheoretische Funktion in Abhängigkeit von der anderen Variablen, {\displaystyle n} muss für diesen Begriff als Variable auf {\displaystyle n\in \mathbb {N} \setminus \lbrace 0\rbrace } beschränkt werden. Bei festem {\displaystyle q} ist die Funktion {\displaystyle n\mapsto c_{q}(n)} {\displaystyle q}-periodisch, das heißt, es gilt
{\displaystyle c_{q}(m)=c_{q}(n)}, falls {\displaystyle m\equiv n{\pmod {q}},\,n,m\in \mathbb {Z} }.
Lässt man die Bedingung der Teilerfremdheit bei der Summation fort, erhält man
{\displaystyle \sum _{a=1}^{q}e\left({\frac {a}{q}}\cdot n\right)={\begin{cases}q\quad {\text{falls}}\;n\equiv 0{\pmod {q}}\\0\quad {\text{sonst,}}\end{cases}}}
denn dann ist die linke Seite eine geometrische Summe. Sortiert man in der Summe nach dem größten gemeinsamen Teiler von {\displaystyle q} und {\displaystyle a}, dann ergibt sich eine Dirichlet-Faltung der zahlentheoretischen Funktion {\displaystyle q\mapsto c_{q}(n)} mit der konstanten Funktion {\displaystyle I^{0}(q)=1}:
{\displaystyle \sum _{a=1}^{q}e\left({\frac {a}{q}}\cdot n\right)=\sum _{d\mid q}\sum _{a=1 \atop (a,q)=d}^{q}e\left({\frac {a}{q}}\cdot n\right)=\sum _{d\mid q}c_{q/d}(n)}.
Daraus folgt mit der Möbiusschen Umkehrformel:
{\displaystyle c_{q}(n)=\sum _{{d\mid q} \atop {n\equiv 0{\pmod {d}}}}\mu \left({\frac {q}{d}}\right)\cdot d=\sum _{d\mid (q,n)}\mu \left({\frac {q}{d}}\right)\cdot d.}
Daraus folgt dann:
- Die Ramanujan-Summe {\displaystyle c_{q}(n)} nimmt stets reelle und sogar ganzzahlige Werte an,
- es gilt {\displaystyle c_{q}(n)=c_{q}(-n)}, {\displaystyle c_{q}(0)=\varphi (q)},
- sie ist bei festem {\displaystyle n} eine multiplikative zahlentheoretische Funktion von {\displaystyle q}, das heißt,

aus {\displaystyle (q,r)=1} folgt {\displaystyle c_{qr}(n)=c_{q}(n)\cdot c_{r}(n)}
- und es gilt stets {\displaystyle c_{q}(n)=c_{q}((q,n))}.
- Man kann die Ramanujan-Summe durch die Eulersche φ-Funktion {\displaystyle \varphi } und die Möbiusfunktion {\displaystyle \mu } darstellen:[4]

{\displaystyle c_{q}(n)=\varphi (q)\cdot {\frac {\mu \left({\frac {q}{(q,n)}}\right)}{\varphi ({\frac {q}{(q,n)}})}}} (für {\displaystyle n=0} setzt man {\displaystyle (q,0)=q}, allgemeiner {\displaystyle (q,n)} als positiven ggT fest),
- ihre Werte sind bei festem {\displaystyle q} betragsmäßig durch {\displaystyle \varphi (q)} beschränkt,
- ist {\displaystyle q/(q,n)} nicht quadratfrei, so ist {\displaystyle c_{q}(n)=0}.

## Ramanujan-Summen zur Darstellung von zahlentheoretischen Funktionen
Bereits Ramanujan zeigte für einige wichtige Spezialfälle, dass man mit seinen Summen interessante Darstellungen für zahlentheoretische Funktionen gewinnen kann. Dazu wird eine spezielle Art diskreter Fourier-Transformation für zahlentheoretische Funktionen des größten gemeinsamen Teilers eingeführt:
Seien {\displaystyle n\in \mathbb {Z} ,\;q\in \mathbb {N} } und {\displaystyle f\colon \mathbb {N} \to \mathbb {C} } eine zahlentheoretische Funktion. Dann heißt
{\displaystyle F_{f}(n,q)=\sum _{a=1}^{q}f((a,q))\cdot e\left(-{\frac {a}{q}}\cdot n\right)}
diskrete Fouriertransformierte von {\displaystyle f((n,q))}.
Für diese Fouriertransformierte gilt
1. {\displaystyle F_{f}(n,q)=(f*c_{\bullet }(n))(q)=\sum _{d\mid q}f\left({\frac {q}{d}}\right)\cdot c_{d}(n)} und
2. {\displaystyle f((n,q))={\frac {1}{q}}\sum _{a=1}^{q}F_{f}(a,q)e\left({\frac {a}{q}}\cdot n\right)} für die inverse Transformierte.[5]

Bei diesen Transformationen müssen die bestimmenden Gleichungen durch die Bildung des größten gemeinsamen Teilers nur endlich viele Koeffizienten mit positivem Index berücksichtigen.

### Beispiele
- Größter gemeinsamer Teiler:

{\displaystyle (n,q)=\sum _{a=1}^{q}e\left({\frac {a}{q}}\cdot n\right)\cdot \sum _{d\mid q}{\frac {c_{d}(a)}{d}}}
Diese Darstellung erlaubt eine analytische Fortsetzung des größten gemeinsamen Teilers in der ersten Stelle {\displaystyle n} auf {\displaystyle n\in \mathbb {C} } als ganze Funktion.
- Eulersche φ-Funktion:

{\displaystyle \varphi (q)=\sum _{a=1}^{q}(a,q)\cdot e\left(-{\frac {a}{q}}\right)}
Daraus folgen durch Aufteilen in Real- und Imaginärteil die trigonometrischen Relationen
{\displaystyle \sum _{a=1}^{q}(a,q)\cdot \cos \left(2\pi \cdot {\frac {a}{q}}\right)=\varphi (q)\quad } und {\displaystyle \quad \sum _{a=1}^{q}(a,q)\cdot \sin \left(2\pi \cdot {\frac {a}{q}}\right)=0.}
- Die Teilerfunktion {\displaystyle \sigma _{k}} lässt sich für {\displaystyle k>0} mittels Ramanujansummen explizit als Reihe darstellen:[6]

{\displaystyle \sigma _{k}(n)=\zeta (k+1)n^{k}\sum _{m=1}^{\infty }{\frac {c_{m}(n)}{m^{k+1}}}}
Die Berechnung der ersten Werte von {\displaystyle c_{m}(n)} zeigt das Schwanken um den „Mittelwert“ (die durchschnittliche Größenordnung) {\displaystyle \zeta (k+1)n^{k}}:
{\displaystyle \sigma _{k}(n)=\zeta (k+1)n^{k}\left[1+{\frac {(-1)^{n}}{2^{k+1}}}+{\frac {2\cos {\frac {2\pi n}{3}}}{3^{k+1}}}+{\frac {2\cos {\frac {\pi n}{2}}}{4^{k+1}}}+\cdots \right]}
- Eine Art Orthogonalität für Ramanujan-Summen: Sei {\displaystyle \eta (n)} die zahlentheoretische Einsfunktion, also das neutrale Element der Faltungsoperation mit

{\displaystyle \eta (n)={\begin{cases}1\quad (n=1)\\0\quad \left(n\in \mathbb {N} \setminus \lbrace 1\rbrace \right).\end{cases}}}
Dann folgt durch inverse Fourier-Transformation für {\displaystyle n\in \mathbb {Z} \setminus \lbrace 0\rbrace ,q\in \mathbb {N} \colon }
{\displaystyle \eta ((n,q))={\frac {1}{q}}\sum _{a=1}^{q}c_{q}(a)\cdot e\left({\frac {a}{q}}\cdot n\right)}
Das bedeutet: Genau dann, wenn die rechtsstehende Summe nicht verschwindet, sind die Zahlen {\displaystyle n} und {\displaystyle q} teilerfremd. Die rechte Seite der Gleichung hat dann den Wert 1.